# Prodigy (raper)
Prodigy, właśc. Albert Johnson (ur. 2 listopada 1974 w Hempstead w stanie Nowy Jork, zm. 20 czerwca 2017 w Las Vegas) – amerykański raper, który współtworzył zespół Mobb Deep. Prapraprawnuk założyciela prywatnej szkoły Morehouse College. Cierpiał na anemię sierpowatą.

## Życiorys
Urodził się w Nowym Jorku. Pochodzi z rodziny muzyków. Jego dziadek Budd Johnson i wujek Keg Johnson mieli wkład w rozwój stylu jazzowego Bebop. Matka Fatima Frances Collins przez pewien czas występowała w grupie muzycznej The Crystals. W niej nagrała takie hity jak „Da Doo Ron Ron” i „Then He Kissed Me”. Obie piosenki były wyprodukowane przez Philla Spectora.
Wspólnie z przyjacielem i raperem, Havociem, stworzył duet Mobb Deep. Ich pierwszy album został wydany w 1993. Jednak prawdziwą popularność osiągnęli dzięki wydanemu dwa lata później albumowi The Infamous. Rok później wydali kolejną płytę pt. Hell on Earth. W późniejszym czasie duet zaczął tworzyć nagrania w stylu hardcore rap, gangsta rap.
W grudniu 2000 roku Johnson został obrabowany z biżuterii o wartości ok. 340 tysięcy dolarów amerykańskich w dzielnicy Queens, na planie teledysku promującego album H.N.I.C..
Siedem lat później wydał drugi studyjny album Return of the Mac, a rok później drugą część albumu z 2000 roku. H.N.I.C. Pt. 2 sprzedano ponad 100.000 egzemplarzy w Stanach Zjednoczonych. Krytycy pozytywnie oceniali płytę. W tym samym roku ukazała się także kompilacja Product of the 80's. Dla Alberta był to rok pracowity. Niestety trafił do zakładu karnego na okres trzech lat za nielegalne posiadanie broni. Został osadzony w więzieniu o średnio zaostrzonym rygorze. Rok później jego kontrakt muzyczny z wytwórnią G-Unit Records wygasł. Zdołał w niej wydać tylko jeden album, płytę Mobb Deep pt. Blood Money. Z zakładu karnego został wypuszczony 7 marca 2011 roku. W tamtym czasie wydał minialbum pt. The Ellsworth Bumpy Johnson EP, oraz zdołał nagrać kilkanaście pojedynczych utworów. 21 lutego 2012 roku wydał mixtape zatytułowany H.N.I.C. 3: The Mixtape, będący jednocześnie zapowiedzią płyty wydanej w lipcu tego roku, H.N.I.C. 3. W tym roku Prodigy rozpoczął pracę nad dwoma płytami. Jedna z nich zatytułowana The Bumpy Johnson Album została wydana 2 października 2012 roku. Z producentem muzycznym The Alchemist współpracuje nad ich kolejnym tytułem Turf Wars, którego przewidziana premiera odbędzie się w 2013 roku. Wystąpił także gościnnie w dwóch utworach artystów Maino i duetu Domo Genesis & The Alchemist.
Wiosną 2011 roku Johnson wydał książkę biograficzną pt. My Infamous Life: The Autobiography of Mobb Deep's Prodigy. Prodigy w książce wyraził swoje (negatywne) opinie na temat wielu osób (w tym zmarłych, a także osadzonych w zakładach karnych) czym przysporzył sobie wielu wrogów. Opinie te przyczyniły się do ciągłego niszczenia muralu w Nowym Jorku, który został namalowany po jego śmierci.
17 czerwca 2017 Prodigy razem ze swoim przyjacielem ze składu, Havokiem, zagrali koncert w Las Vegas w ramach imprezy "Art of Rap". Był to zarazem ostatni występ na żywo członka grupy Mobb Deep.
Zmarł 20 czerwca 2017 roku, nie jak się powszechnie twierdzi, wskutek powikłań chorobowych, a z powodu zadławienia się jajkiem.

## Dyskografia

### Albumy
- H.N.I.C. (2000)
- Return of the Mac (2007)
- H.N.I.C. Pt. 2 (2008)
- H.N.I.C. Pt. 3 (2012)
- The Bumpy Johnson Album (2012)[6]
- Albert Einstein (2013, z The Alchemist)[6]
- The Hegelian Dialectic (2017)[7]

### Inne
- Ultimate P (2008, mixtape)
- Product of the 80's (2008, kompilacja)
- The Ellsworth Bumpy Johnson EP (2011, EP)
- H.N.I.C. 3: The Mixtape (2012, mixtape)

## Filmografia
- Blackout (2007)
- Murda Muzik (2004)
- Full Clip (2004)
- Rhyme and Punishment (2009)